# Stagmomantis
Stagmomantis es un género de mantodeos perteneciente a la familia Mantidae.

## Especies
Comprende las siguientes especies y subespecies:
- Stagmomantis amazonica
- Stagmomantis californica
- Stagmomantis carolina
- Stagmomantis centralis
- Stagmomantis colorata
- Stagmomantis domingensis
- Stagmomantis floridensis
- Stagmomantis fraterna
- Stagmomantis gracilipes
- Stagmomantis hebardi
- Stagmomantis heterogamia
- Stagmomantis limbata
- Stagmomantis montana
  - Stagmomantis montana montana
  - Stagmomantis montana sinaloae
- Stagmomantis nahua
- Stagmomantis paraensis
- Stagmomantis parvidentata
- Stagmomantis theophila
- Stagmomantis venusta
- Stagmomantis vicina